# Пустеленин, Леонид Алексеевич
Леонид Алексеевич Пустеленин — советский хозяйственный, государственный и политический деятель.

## Биография
Родился в 1914 году в деревне Ивановка. Член КПСС.
С 1938 года — на хозяйственной, общественной и политической работе. В 1938—1976 гг. — старший планировщик производственного отдела, заместитель начальника производственного отдела, начальник этого отдела, начальник цеха сборки кузовов, начальник цеха обработки и комплектации запчастей Горьковского автомобильного завода.
За разработку и внедрение новых конструкций подъёмно-транспортного оборудования, высокоэффективной комплексной механизации погрузочно-разгрузочных и транспортных работ и за создание высокомеханизированных складов многоцелевого назначения был в составе коллектива удостоен Государственной премии СССР в области науки и техники 1973 года.
Умер после 1976 года.